# Søren Frandsen
Søren Frandsen (1918 - 1996), som var søn af kunstmaler Frands Thorvald Frandsen og hustru Martha Frandsen (født Handberg) Søren Frandsen var teatermaler, scenograf ved Det Kongelige Teater, i København hvor han var ansat fra 1947 til 1988. Fra 1966-85 var han kunstnerisk leder af den scenografiske afdeling. Igennem sin karriere lavede han scenografi til både skuespil, ballet, opera og også til revy. Nogle af hans dekorationer bruges fortsat og hans tegninger og malerier findes primært i privat eje, samt på Teatermuseet på Hofteatret. Blandt hans mest genkendelige arbejder er scenetæppet på Gamle Scene, på Det Kongelige Teater - Akropolistæppet, som han stod bag fornyelsen af, i 1950. og igen 1980.
Han flyttede, sammen med sin hustru Ulla Margrethe Frandsen (født Hauptmann), til Hareskovby i 1950 i det hus som de købte af teatermaleren Svend Andersen. Her voksede parrets 5 sønner op.

## Scenografiske værker
- Efter Syndefaldet af Arthur Miller, Det Kgl. Teater, 1964
- Kong Johan af Dürrenmatt, Det Kgl. Teater, 1964
- Napoli af Bournonville, Det Kgl. Teater, 1975
- Regn med Sol, Bornholmerrevyen, 1975
- Rosenkavaleren af Richard Strauss, Det Kgl. Teater, 1976
- La Traviata: Det Kgl. Teater (1966)
- Sylfiden: Det Kgl. Teater (1967)
- Coppelia: Det Kgl. Teater (1972)
- Flagermusen: Det Kgl. Teater (1973)
- Tyrken i Italien: Det Kgl. Teater (1973)
- Poppeas Kroning: Det Kgl. Teater (1978)
- Genboerne Det Kgl. Teater (1978)
- Macbeth: Det Kgl. Teater (1980)
- Barselsstuen: Det danske Teater
- Annie Get Your Gun: Nørrebros Teater

## Tegninger
- Kostumetegning til Flagermusen, af Søren Frandsen.
- Sonja, af Søren Frandsen.
- Tegning af Søren Frandsen, 1988
- Tegning med oliekridt, af Søren Frandsen, 1972